# Stanislas Emmanuel van Outryve d'Ydewalle
Stanislas Emmanuel van Outryve d'Ydewalle (Rijsel, 5 december 1871 - Sint-Andries, 24 februari 1959) was een Belgische historicus en burgemeester van de West-Vlaamse gemeente Sint-Andries.

## Familie
Ridder Stanislas Emmanuel Joseph Marie van Outryve d'Ydewalle was de zoon van volksvertegenwoordiger Charles-Julien van Outryve d'Ydewalle (1840-1876) en van Marie-Virginie Aronio de Romblay (1843-1926). Zijn grootvader was Eugène van Outryve d'Ydewalle (1797-1854), getrouwd met de erfdochter Clémence van Severen (1801-1873). Hijzelf trouwde met zijn nicht Cécile van der Renne de Daelenbroeck (1878-1949) en ze kregen zeven kinderen.
Hij studeerde af als doctor in de rechten aan de Katholieke Universiteit Leuven, maar schreef zich niet in aan de balie. Op een boogscheut van het neogotische kasteel Ter Heyde, gebouwd door zijn vader en waar hij zijn jeugd had doorgebracht, bouwde hij op de gronden die aan hem en zijn echtgenote uit het familiepatrimonium van Outryve d'Ydewalle werden toegewezen, het kasteel Tudor (1904-1906) in Engels-Normandische stijl. In dit kasteel legde hij een aanzienlijke verzameling aan van Torhouts aardewerk.

## Burgemeester
In januari 1922, na succesvolle verkiezingen, werd d'Ydewalle burgemeester van Sint-Andries, een ambt dat hij bekleedde tot hij in juni 1941, vanwege de Überalterungsverordnung of verordening over de leeftijdsgrens, werd afgezet.
Hij werd vervangen door de VNV'er Elias Couvreur (1892-1955), die een taxi- en vervoerbedrijf had op de Gistelsesteenweg. Hij bleef in functie tot aan de opslorping van Sint-Andries in Groot-Brugge in oktober 1942.
In september 1944 hernam d'Ydewalle het burgemeestersambt, tot hij begin januari 1945 ontslag nam.

## Activiteiten
Stanislas d'Ydewalle ontwikkelde activiteiten op diverse domeinen, meestal verbonden met zijn burgemeesterschap:
- stichter en voorzitter van de maatschappij voor sociale woningen 'Eigen Heerd is Goud Weerd';
- erevoorzitter van de hofbouwgilde Sinte-Dorothea in Sint-Andries;
- voorzitter en vervolgens erevoorzitter van de kerkfabriek van Sint-Andries.

Hij bekommerde zich om de tijdelijke of definitieve emigratie van landgenoten en was hierdoor:
- voorzitter van het Werk van Sint-Raphaël voor de emigratie van Vlamingen naar Amerika;
- lid van het Comité voor Vlaamse arbeiders in Frankrijk;
- medewerker aan de tijdschriften De Franschman en De Stem uit het Vaderland.

In de provinciehoofdstad Brugge was hij:
- "syndic" (wereldlijke vader) van de Sinte-Godelieveabdij;
- lid (1904-1959) en proost (1914-1919) van de Edele Confrérie van het Heilig Bloed;
- bestuurslid vanaf 1943 van het Genootschap voor Geschiedenis te Brugge.

Zelf een bedreven ruiter en paardenmenner, zette Stanislas d'Ydewalle een paardenfokkerij op, eerst met halfbloeden, weldra met volbloeden. Ze werden bij hem opgeleid tot renpaard of rijpaard en vervolgens op paardenmarkten in Brussel te koop aangeboden.

## Publicaties
- Verslag ... op de vergadering van 18 nov. 1913 over de Belgische uitwijking in Amerika en de rol der St. Rafaël's Vereniging, werk ter bescherming der landverhuizers, Brugge, 1913.
- Geschiedenis van het 'Veld' of Zuid-Westelijk gedeelte van de Gemeente Sint-Andries', 1921.
- Beschrijving van de gemeente Sint-Andries, Brugge, 1930.
- De Kartuize Sint-Anna ter Woestyne te Sint-Andries en te Brugge, 1350-1792, 1945.
- Geschiedenis van de parochie Sint-Andries, Brugge, 1951.
- Souvenirs de la famille van Outryve d'Ydewalle, 1956.